# Mr. Yuk
Mr. Yuk egy rajzfigura, amit a pennsylvaniai Pittsburgh egyetemének gyermekklinikáján találtak ki, és az Egyesült Államokban elterjedt jelzése a lenyelés útján mérgező anyagoknak.

## Áttekintés
Mr. Yukot 1971-ben találták ki a pennsylvaniai Pittsburgh egyetemének gyermekklinikáján. Zöld matricákon jelenik meg, amit mérgező anyagokat tartalmazó palackokra ragasztanak. A Mr. Yuk-matricák szembetűnőek és jelentésük nyilvánvaló.
Nincs szöveges magyarázat a matricák mellett. Mr. Yuk arckifejezéséből kitalálható hogy azt mondja: "Ne idd meg!" Az évek során Mr. Yukot egyre több helyen használták az Egyesült Államokban. Az emblémák általában tartalmaznak egy toxikológiai vészhívószámot is, amit mérgezés esetén lehet hívni (1-800-222-1222 az Egyesült Államokban). Mr. Yuknak van saját dala is.  Az 1970-es években készítettek vele egy ijesztő, pszichedelikus társadalmi célú hirdetést is, ezzel Mr. Yuk  több generáció kultuszfigurája lett.

## Hatékonyság
A  Mr. Yuk szimbólumot a hagyományos halálfejes méregjelzés helyett kezdték használni. 
Feltételezték ugyanis hogy a gyerekek a halálfejet a kalózok zászlójával hozhatják kapcsolatba és félreérthetik, játéknak tekintve megihatják az így jelölt mérgeket. Ezzel szemben pszichológusok kimutatták, hogy a gyerekek Mr. Yukot taszítónak találják akkor is, ha nem tudják mit jelent a szimbólum.
Két kutatás azonban (Fergusson 1982, Vernberg 1984) rámutatott, hogy Mr. Yuk nem elég hatékony módszer a gyerekek távoltartására a mérgektől és egyes gyerekek számára vonzó lehet. Vernberg és csoportja rámutatott, hogy a matricák nem biztos hogy védelmet nyújtanak a gyerekek számára. Fergusson és társai szerint: „a módszer hatékony lehet idősebb gyerekek számára, vagy egy integrált mérgezés-megelőző kampány részeként.”

## Megkötések
Mr. Yuk és ábrázolása a pittsburgi gyermekkórház bejegyzett védjegye és szerzői jogi oltalom alatt áll. Ez azt jelenti hogy nem lehet használni a képet a licenctulajdonos beleegyezése nélkül, ellentétben a halálfejjel, amely közkincs (public domain).

## Külső hivatkozások
- Mr. Yuk Information Page
- Mr. Yuk Theme Song
- Short discussion of Fergusson and Vernberg papers